# Komintern Sect
Komintern Sect és un grup de música punk rock i oi! francès, originari de la ciutat d'Orleans. Va estar en actiu entre els anys 1980 i 1986, i de nou d'ençà el 2014.

## Història
Komintern Sect va crear el seu propi segell discogràfic, Chaos Production, amb els membres d'una altre grup d'Orleans, Reich Orgasm. La discogràfica va publicar un primer àlbum recopilatori amb el nom d'Apocalypse Chaos, el 1982, i a continuació l'àlbum de debut de Komintern Sect, titulat Les Seigneurs de la guerre el 1983.
Després de gairebé vint anys d'inactivitat, Komintern Sect es va reformar l'any 2014 amb Karl a la veu, Vovott a la guitarra i Thomoi a la bateria, acompanyats per Louis de Lion's Law a la guitarra i Mama al baix. El 2016 va publicar un nou àlbum d'estudi, D'une même voix.

## Discografia
- 1983: Les Seigneurs de la guerre
- 1885: Dernier combat
- 1986: Les uns sans les autres
- 2011: Per le feu, per le sang!
- 2016: D'une même voix
- 2021: Des jours plus durs que d'autres[7]
- 2024: Sur les ruines des nations (EP)[8]